# Gobernador de Veracruz

## Antecedentes
Veracruz era una Intendencia de la Nueva España gobernada por un Intendente designado por el Virrey y no es hasta la promulgación de la Constitución Política de los Estados Unidos Mexicanos de 1824, que define a México como una federación de Estados Libres y Soberanos, en que se crea el cargo de Gobernador del Estado, el cual debería ser elegido por voluntad popular.

## Requisitos para ocupar el cargo
Según el artículo 43 de la Constitución Política del Estado se requiere:
- Ser veracruzano en pleno ejercicio de sus derechos;
- Contar con residencia efectiva en la Entidad de cinco años inmediatos anteriores al día de la elección;
- Tener por lo menos treinta años cumplidos al día de la elección;
- No ser servidor público del Estado o de la Federación en ejercicio de autoridad. Este requisito no se exigirá al Gobernador interino ni al sustituto;
- No ser militar en servicio activo o con mando de fuerzas;
- No pertenecer al estado eclesiástico, ni ser ministro de algún culto religioso, a menos que se separe de su ministerio conforme a lo establecido por la Constitución Federal y la ley de la materia; y
- Saber leer y escribir y no tener antecedentes penales por la comisión de delitos realizados con dolo, exceptuando aquellos en los que se hayan concedido los beneficios de conmutación o suspensión condicional de la sanción.

La prohibición para los servidores públicos mencionados en las fracciones IV y V, no surtirá efectos si se separan de sus cargos noventa días naturales anteriores al día de la elección, o a partir del quinto día posterior a la publicación de la convocatoria para la elección extraordinaria.

## Sede del Gobierno
La sede del Gobierno Estatal está asentada en el Palacio de Gobierno, ubicado en la ciudad de Xalapa-Enríquez, capital constitucional del Estado.